# Альтеа
Альте́а (исп. Altea, кат. Altea) — муниципалитет в Испании, входит в провинцию Аликанте в составе автономного сообщества Валенсия. Муниципалитет находится в составе района (комарки) Марина-Баха. Занимает площадь 35,30 км². Население — 24 006 человек (на 2010 год).

## Праздник
В феврале празднуется Миг Любого (Mig Any) "полугодия" с традиционным парадом и противостоянием мавров и христиан в честь Сан-Блас. "Праздник поркета" (Festa del porquet), который проводится на площади Пласа-де-ла-Иглесия в третью субботу месяца, а также праздник Кристо-де-ла-Салуд в Алтеа-ла-Велья.
В июне празднества в честь Святой Троицы проходят в районе Беллагуарда, Сант Антони  в районе Кап Бланш и Сан Жоан в районе Форнет (Fornet) (Старый город). Во время этих празднеств проводится знаменитая "Планта де л'Арбре", которая датируется 17 веком, самая традиционная часть этого древнего праздника, связанного с дохристианскими обрядами летнего солнцестояния и плодородия. В 2018 году Генералитет Валенсии защитил этот фестиваль как объект местного значения.
В июле в рыбацком районе проходит фестиваль моряков в честь Сан-Педро и Девы дель Кармен, затем Сан-Хайме в Кап-Бланш и Санта-Ана в Алтеа-ла-Велья.
Август начинается с праздника Сан-Роке в районе Л'Орта, затем следует праздник Сан-Лоренцо во вторую субботу августа, во время которого собирается более пятидесяти тысяч человек, а кульминацией становится фейерверк; "цастелл-де-л'Oлья" объявлен туристической достопримечательностью, поскольку это один из немногих фейерверков, который запускается исключительно с моря, а также является ориентиром для пиротехников. Он привлекает более 50 000 зрителей. Праздники Сант-Исидре и Сант-Луис также проходят в этом же месяце.
В сентябре проходят праздники Санто-Томас, а в конце лета, в четвертые выходные сентября, проводятся праздники в честь Христа дель Саграрио, сопровождаемые фестивалем "Мавры и христиане". В конце года, в декабре, проводятся праздники Санта-Барбара в Согае и Ла-Пурисима в Алтеа-ла-Вьеха.

## Города-побратимы
- Арпажон-сюр-Сер, Франция (с 1992)
- Бад-Кёцтинг, Германия
- Бандоран, Ирландия
- Белладжо, Италия
- Гранвиль, Франция
- Зволен, Словакия
- Карккила, Финляндия
- Кёсег, Венгрия
- Марсаскала, Мальта
- Мерссен, Нидерланды
- Нидеранвен, Люксембург
- Орийак, Франция (с 1992)
- Превеза, Греция
- Пренай, Литва
- Сезимбра, Португалия
- Сигулда, Латвия
- Сушице, Чехия
- Тюри, Эстония
- Укселёсунд, Швеция
- Уффализ, Бельгия
- Хойна, Польша
- Хольстебро, Дания
- Шерборн, Великобритания
- Юденбург, Австрия

## Фотографии
- Церковь

## Население
| Год  | Численность | Численность   |
| ---- | ----------- | ------------- |
| 2001 | 16 294      | [ 3 ]         |
| 2002 | 17 608      | [ 4 ]         |
| 2003 | 18 976      | [ 5 ]         |
| 2004 | 19 514      | [ 6 ]         |
| 2005 | 21 154      | [ 7 ]         |
| 2006 | 21 898      | [ 8 ]         |
| 2007 | 22 648      | [ 9 ]         |
| 2008 | 23 532      | [ 10 ]        |
| 2009 | 23 780      | [ 11 ]        |
| 2010 | 24 006      | [ 12 ]        |
| 2011 | 24 056      | [ 13 ]        |
| 2012 | 24 298      | [ 14 ]        |
| 2013 | 24 333      | [ 15 ]        |
| 2014 | 22 518      | [ 16 ]        |
| 2015 | 22 385      | [ 17 ]        |
| 2016 | 21 739      | [ 18 ]        |
| 2017 | 21 813      | [ 19 ]        |
| 2018 | 21 995      | [ 20 ] [ 21 ] |
| 2019 | 22 290      | [ 22 ]        |
| 2020 | 22 558      | [ 23 ]        |
| 2021 | 22 657      | [ 24 ]        |
| 2022 | 23 010      | [ 25 ]        |
| 2023 | 23 820      | [ 26 ]        |
| 2024 | 23 963      | [ 1 ]         |